# RahXephon (manga)
Pour l’article homonyme, voir RahXephon.
RahXephon (ラーゼフォン, Rāzefon) est l'adaptation en manga de l'anime RahXephon par Yutaka Izubuchi au scénario, et Takeaki Momose au dessin, en 3 volumes.
Publié au Japon par Shōgakukan.

## Résumé de l'histoire
Kamina Ayato, jeune étudiant à Tokyo-Jupiter, part comme tous les jours à l'école avec ses amis : Asahina et Mamoru. À la suite de l'accident de leur métro, Ayato se rend compte que Tokyo-Jupiter est en guerre. Guidé par son chant, Ayato se retrouve nez à nez avec Reika, une fille de son âge. A la première croisée de leurs regards, Ayato semble apprendre son nom.
Fuyant l'hostilité des combats, les deux jeunes gens arrivent dans une chambre apparemment secrète et mystique où se trouve un gigantesque œuf. Tandis que les combats font rage et que deux Dolems (des créatures faites d'argile) viennent en renfort pour défendre la ville, Reika reprend son chant. Alors qu'Ayato semble emporté par ce chant, l'œuf éclot et dévoile le RahXephon, un humanoïde gigantesque, qui met un terme aux combats de façon expéditive.
Le lendemain, Ayato est troublé par les événements de la veille. Il se souvient de quelques images : le RahXephon, les Dolems, un combat... Mais rien n'est encore clair dans son esprit. Justement, Haruka, une étrange inconnue, va propose à Ayato de tout lui expliquer…

## Publication
Le magazine ayant prépublié le manga RahXephon est Sunday GX.
L'éditeur japonais du manga RahXephon est Shōgakukan.
L'éditeur français du manga est Génération Comics.

## Liste des volumes
1. Tome 1	-  		/	 (ISBN 2-84538-230-8) Génération Comics
2. Tome 2	-  		05/2004	 (ISBN 2-84538-284-7) Génération Comics
3. Tome 3	-  		08/2004	 (ISBN 2-84538-322-3) Génération Comics